# D'jakoré
La Djakoré ou D'jakoré est une race bovine sénégalaise.

## Origine
Il s'agit d'une race locale de zébu issue d'un ancien croisement entre les races Gobra et Ndama. Elle se trouve principalement dans la région du Sine Saloum et dans le Sénégal oriental, et plus particulièrement dans le Cayor et le N’Diambour,.
Elle est élevée traditionnellement par les Peuls dans le nord du Sénégal.

## Morphologie
Elle porte une robe claire, blanche à froment. Les muqueuses sont claires et le cornage en lyre haute. Elle porte la bosse traditionnelle des zébus sur le garrot. 
La vache pèse 250 kg et le taureau entre 300 et 400 kg.

## Aptitudes et élevage
C'est une race multi usage, apte à la production de lait, viande et cuir. Elle est élevée dans un système agropastoral. La commercialisation des animaux dépend de la culture du mil. En cas de mauvaises récoltes, la vente des animaux permet de gagner ou maintenir un revenu ; lors de bonnes récoltes, les troupeaux se reconstituent. Les mâles sont vendus avant l'âge de quatre ans.